# Черноморский бульвар
Черноморский бульвар — бульвар в Южном и Юго-Западном административных округах города Москвы. Проходит от Варшавского шоссе до Азовской улицы.
Пересекает Симферопольский бульвар. Справа примыкают Артековская и Ялтинская улицы.
Нумерация домов ведётся от Варшавского шоссе.

## Происхождение названия
Назван в 1965 году по Чёрному морю в связи с расположением на юге Москвы среди улиц, носящих названия по географическим объектам юга России и Украины.

## История
Бульвар образован при застройке в 1962—1965 годах района Волхонка-ЗИЛ. Во время строительства условно назывался проездом № 3732.

## Здания и сооружения
По нечётной стороне:
- № 1 корп. 1 — налоговая инспекция № 26
- № 1 корп. 2 — детская музыкальная школа имени Э. Г. Гилельса
- № 9 — отдел МВД России по Нагорному району Москвы
- № 17 корп. 1 — «Бизнес-центр Черноморский 17», супермаркет «Пятерочка»

По чётной стороне:
- № 6 — школа № 1862, здание № 3
- № 8 — школа № 1862, здание № 10 (ранее — специальная (коррекционная) школа № 567)
- № 10 — супермаркет «Мираторг»

## Транспорт

### Метро
- «Варшавская» — в 800 м от начала бульвара.
- «Чертановская» — в 360 м от пересечения с Симферопольским бульваром.
- «Севастопольская» / «Каховская» — в 500 м от конца бульвара.

### Автобусы
| с163: | Варшавская • Чертановская • Калужская • Новаторская • Проспект Вернадского |
| 922:  | Большая Юшуньская улица • Каховская • Чертановская • Южная • Красный Маяк  |
| с929: | Южная • Пражская • Чертановская • Варшавская • Нагорная                    |

«→» — остановки проходятся только при движении в прямом направлении; «←» — остановки проходятся только при движении в обратном направлении.